# Баттаррея весёлковая
Баттаррея весёлковая (лат. Battarrea phalloides) — редкий пустынно-степной вид несъедобных грибов семейства Тулостомовые (Tulostomataceae) порядка Агариковые. Реликт мелового периода.

## Описание

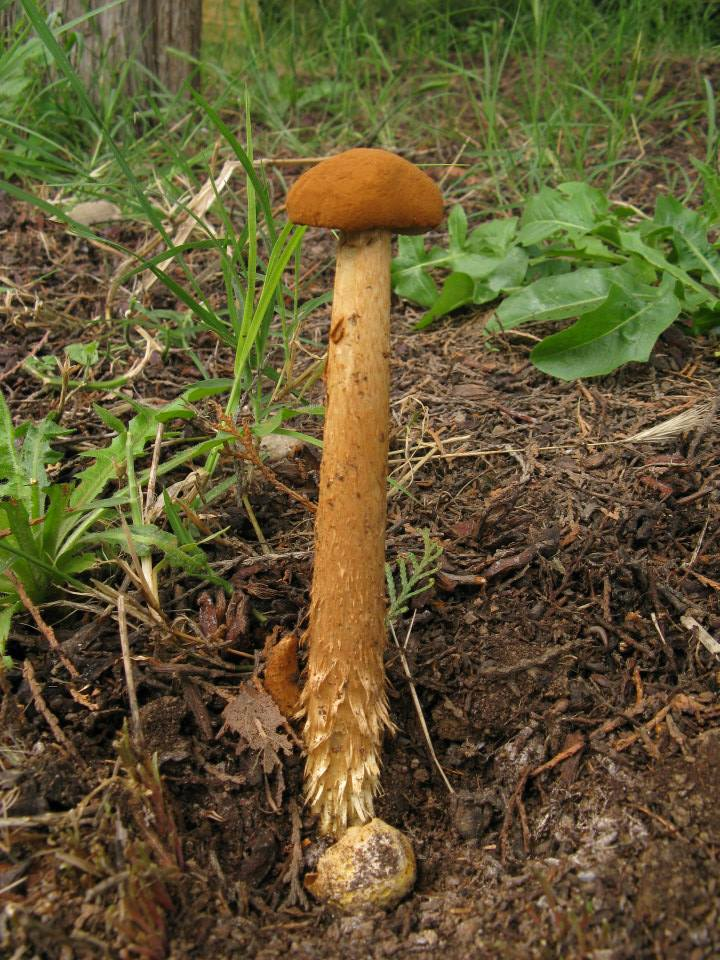

Молодые плодовые тела располагаются под землёй, имеют шаровидную либо яйцевидную форму. Достигают размеров до 5 см в поперечнике.
Перидий двойной. Экзоперидий имеет беловатый цвет, довольно толст и состоит из двух слоев. Его наружный слой имеет кожистую структуру. На вершине он разрывается и образует чашевидную вольву около основания ножки. Форма эндоперидия близка к шаровидной, цвет его беловатый, поверхность гладкая, характерны разрывы по экватору либо круговой линии. На ножке остается нижняя полушаровидная часть, покрытая глебой, при этом обнажены споры, которые смываются дождём и ветром.
Зрелые плодовые тела представляют собой хорошо развитую коричневую ножку, увенчанную белой головкой диаметром 3—10 см, снизу вдавленную. Ножка бурая, деревянистая, в середине вздутая, к обоим концам суженная, 15—20 см высотой и около 1 см толщиной, густо покрытая желтоватыми или коричневатыми чешуйками, внутри полая. Глеба порошистая, ржаво-коричневая.

## Экология
Баттарея весёлковидная встречается редко, обычно на глинистой и песчаной почве в сухих степях, реже песчаных пустынях и такырах. Встречается небольшими группами. Плодоносит в марте-мае и сентябре-ноябре.